# 高欣證券
高欣證券是一家位於台灣的證券投資顧問公司，成立於2007年，由麥克洪創立，並經由金融監督管理委員會核准設立。為期貨公會、投信投顧公會的成員。公司提供證券投資顧問服務，亦提供代為操作之投資管理服務。除顧問業務外，公司開發並營運一套用於股票與期貨市場分析的軟體系統，為主要營收來源之一。該系統為公司雇員與用戶提供市場資訊與技術分析參考。高欣證券亦定期於台灣各縣市舉辦投資座談會與相關講座。
根據經濟部公開資訊，截至2025年，公司資本額為新臺幣5,000萬元，營業據點位於台北市。其雇員人數約為25人，職務包含軟體研發、市場分析、行銷推廣及客戶服務等。公司依法登記為具備期貨顧問與證券投資顧問業務資格，員工提供會員諮詢與教學服務。並且會接受媒體採訪關於投資相關議題。

## 事件
2008年，經過中央銀行允許，高欣證券擔任境外基金機構之國內受委任機構，於國內辦理向特定人私募境外基金業務。
日本黑川木德證券股份公司在2010年投資高欣證券與兆富公司八百萬元，試圖透過兩家公司來打入台灣市場。經查黑川木德證券股份公司依靠非登記之兆富公司非法販賣非合法登記之境外基金，而高欣證券未被指出涉入其案。
2011年公司總經理曾獲得《經濟日報》台股擂台賽的冠軍。
2017年余姓雇員被裁罰，並且停止1個月期貨顧問業務之執行。
2018因蔣姓雇員的違規舉止，公司被裁罰24萬。
2019公司受裁罰60萬，並停止余姓雇員與劉姓雇員一個月的業務執行。

## 外部連結
- 官方网站
- facebook